# ۱۱۴۷ (میلادی)
۱۱۴۷ (میلادی) هزار و صد و چهل و هفتمین سال تقویم میلادی است.

## رویدادها
- آغاز دومین جنگ صلیبی با پیروزی مسلمانان
- فتح شهر لیسبون به دست مسلمانان

## زادگان
- ۹ مه – میناموتو نو یوریتومو، سیاست‌مدار ژاپنی (د. ۱۱۹۹)